# Kumudu (cràter)
Kumudu és un cràter d'impacte en el planeta Venus de 4,4 km de diàmetre. Porta el nom d'un antropònim singalès, i el seu nom va ser aprovat per la Unió Astronòmica Internacional el 1997.